# Persone di nome Orazio
| Questa pagina contiene informazioni ricavate automaticamente dalle voci biografiche con l'ausilio del template Bio e di un bot. L'aggiornamento è periodico e automatico e ricostruisce completamente la pagina. Se manca una persona in questa lista, sei pregato di non aggiungerla, ma accertati piuttosto che la sua voce biografica contenga il template Bio e che i dati anagrafici siano correttamente compilati. Se il template Bio manca, inseriscilo tu stesso o, in alternativa, metti l'avviso {{tmp\|Bio}} che ne segnala la mancanza. Se i dati riportati sono sbagliati, correggi direttamente la voce biografica; le modifiche saranno visibili in questa lista entro pochi giorni. Per chiarimenti vedi il progetto antroponimi. La lista contiene solo le 161 persone che sono citate nell'enciclopedia e per le quali è stato implementato correttamente il template Bio. Pagina aggiornata al 22 giu 2025. |

Questa è una lista di persone presenti nell'enciclopedia che hanno il nome Orazio, suddivise per attività principale.

## Agronomi(1)
- Orazio Ciancio, agronomo italiano (Venetico, n. 1935)

## Allenatori di calcio(3)
- Orazio Rancati, allenatore di calcio e calciatore italiano (Morbegno, n. 1940 - Sondrio, † 2023)
- Orazio Schena, allenatore di calcio e calciatore italiano (Bari, n. 1941 - Binche, † 2024)
- Orazio Sola, allenatore di calcio e calciatore italiano (Bazzano, n. 1908)

## Ambasciatori(1)
- Orazio Albani, ambasciatore italiano (Urbino, n. 1576 - Roma, † 1653)

## Ammiragli(1)
- Orazio Bernardini, ammiraglio italiano (Vicenza, n. 1899 - Roma, † 1967)

## Archeologi(1)
- Orazio Marucchi, archeologo italiano (Roma, n. 1852 - Roma, † 1931)

## Architetti(3)
- Orazio Claudio Capra, architetto italiano (Vicenza, n. 1723 - Vicenza, † 1799)
- Orazio Lerario, architetto e ingegnere italiano (Putignano, n. 1777 - Altamura, † 1856)
- Orazio Torriani, architetto italiano (Bracciano, n. 1578 - Roma, † 1657)

## Arcivescovi cattolici(4)
- Orazio Mazzella, arcivescovo cattolico italiano (Vitulano, n. 1860 - Benevento, † 1939)
- Orazio Sanminiato, arcivescovo cattolico italiano (Lucca - Chieti, † 1592)
- Orazio Semeraro, arcivescovo cattolico italiano (Veglie, n. 1906 - Ostuni, † 1991)
- Orazio Soricelli, arcivescovo cattolico italiano (Calvi San Nazzaro, n. 1952)

## Arpisti(1)
- Orazio Michi dell'Arpa, arpista e compositore italiano (Alife - Roma, † 1641)

## Attori(4)
- Orazio Bobbio, attore e regista italiano (Trieste, n. 1946 - Trieste, † 2006)
- Orazio Nobili, attore italiano (Padova)
- Orazio Orlando, attore italiano (Napoli, n. 1933 - Roma, † 1990)
- Orazio Stracuzzi, attore italiano (Catania, n. 1947)

## Avvocati(3)
- Orazio Celentano, avvocato italiano
- Orazio D'Angelo, avvocato, storico e bibliotecario italiano (Castel del Monte, n. 1857 - Cugnoli, † 1919)
- Orazio Raimondo, avvocato e politico italiano (Sanremo, n. 1875 - Sanremo, † 1920)

## Botanici(2)
- Orazio Comes, botanico italiano (Monopoli, n. 1848 - Portici, † 1917)
- Orazio Gavioli, botanico e chirurgo italiano (Potenza, n. 1871 - Potenza, † 1944)

## Calciatori(1)
- Orazio Bisio, calciatore italiano (Vado Ligure, n. 1898 - Genova, † 1962)

## Cantanti(1)
- Orazio Strano, cantante italiano (Riposto, n. 1904 - Riposto, † 1981)

## Cantautori(1)
- Brando, cantautore, chitarrista e produttore discografico italiano (Catania, n. 1969)

## Cardinali(6)
- Orazio Giustiniani, cardinale italiano (Chio, n. 1580 - Roma, † 1649)
- Orazio Lancellotti, cardinale italiano (Roma, n. 1571 - Roma, † 1620)
- Orazio Maffei, cardinale e arcivescovo cattolico italiano (Roma, n. 1580 - Roma, † 1609)
- Orazio Mattei, cardinale e arcivescovo cattolico italiano (Roma, n. 1622 - Roma, † 1688)
- Orazio Filippo Spada, cardinale e arcivescovo cattolico italiano (Lucca, n. 1659 - Roma, † 1724)
- Orazio Spinola, cardinale e arcivescovo cattolico italiano (Genova, n. 1547 - Genova, † 1616)

## Cartografi(1)
- Ferdinando Morozzi, cartografo, matematico e architetto italiano (Siena, n. 1723 - Firenze, † 1785)

## Ceramisti(2)
- Orazio Fontana, ceramista italiano (Urbania, n. 1510 - Urbino, † 1571)
- Orazio Pompei, ceramista italiano (Castelli, n. 1516 - Castelli)

## Compositori(7)
- Orazio Benevoli, compositore italiano (Roma, n. 1605 - Roma, † 1672)
- Orazio Caccini, compositore italiano (n. 1548)
- Orazio Fiume, compositore e musicista italiano (Monopoli, n. 1908 - Trieste, † 1976)
- Orazio Giaccio, compositore italiano (Aversa - Napoli, † 1660)
- Orazio Pollarolo iuniore, compositore e organista italiano (Brescia - Brescia, † 1765)
- Orazio Sciortino, compositore e pianista italiano (Siracusa, n. 1984)
- Orazio Vecchi, compositore italiano (Modena, n. 1550 - Modena, † 1605)

## Criminali(1)
- Orazio Benedetti, criminale italiano (Roma, n. 1950 - Roma, † 1981)

## Dirigenti sportivi(2)
- Orazio Russo, dirigente sportivo, allenatore di calcio e ex calciatore italiano (Misterbianco, n. 1973)
- Orazio Sorbello, dirigente sportivo, allenatore di calcio e ex calciatore italiano (Acireale, n. 1959)

## Esploratori(1)
- Orazio Antinori, esploratore italiano (Perugia, n. 1811 - Lit Marefià, † 1882)

## Fantini(1)
- Orazio Ronchi, fantino italiano (Roccatederighi, n. 1756 - Roccatederighi, † 1812)

## Filologi(1)
- Orazio Antonio Bologna, filologo classico e poeta italiano (Pago Veiano, n. 1945)

## Fisici(3)
- Orazio Lazzarino, fisico e matematico italiano (Reggio Calabria, n. 1880 - Pisa, † 1963)
- Orazio Svelto, fisico italiano (Maglie, n. 1936)
- Orazio Tedone, fisico e matematico italiano (Ruvo di Puglia, n. 1870 - Pisa, † 1922)

## Funzionari(1)
- Orazio Focardi, funzionario e statistico italiano (Firenze - Roma, † 1895)

## Generali(2)
- Orazio Dogliotti, generale e scrittore italiano (Nizza Marittima, n. 1832 - Firenze, † 1892)
- Orazio Lupis, generale italiano (Grotteria, n. 1892 - Roma, † 1962)

## Geologi(1)
- Orazio Silvestri, geologo e vulcanologo italiano (Firenze, n. 1835 - Catania, † 1890)

## Gesuiti(1)
- Orazio Borgondio, gesuita e matematico italiano (Saiano, n. 1675 - Roma, † 1741)

## Giornalisti(4)
- Orazio Cipriani, giornalista e banchiere italiano (Nicotera, n. 1875 - Reggio Calabria, † 1942)
- Orazio Gavioli, giornalista italiano (Potenza, n. 1934 - Potenza, † 1997)
- Orazio Pedrazzi, giornalista, scrittore e politico italiano (Travo, n. 1889 - Firenze, † 1962)
- Orazio Petrosillo, giornalista e saggista italiano (Monopoli, n. 1947 - Roma, † 2007)

## Giuristi(3)
- Orazio Condorelli, giurista e politico italiano (Roma, n. 1897 - † 1969)
- Orazio Guidotti, giurista italiano
- Orazio Spanna, giurista, avvocato e alpinista italiano (Torino, n. 1834 - Torino, † 1892)

## Hockeisti su slittino(1)
- Orazio Fagone, ex hockeista su slittino e pattinatore di short track italiano (Catania, n. 1968)

## Incisori(1)
- Orazio De Santis, incisore e disegnatore italiano (L'Aquila - † 1584)

## Ingegneri(1)
- Orazio Satta Puliga, ingegnere italiano (Torino, n. 1910 - Milano, † 1974)

## Letterati(4)
- Orazio Ariosto, letterato italiano (Ferrara, n. 1555 - Ferrara, † 1593)
- Orazio Luzi, letterato e religioso italiano (Cagli, n. 1541 - Vimercate, † 1569)
- Orazio Navazzotti, letterato italiano (Casale Monferrato, † 1624)
- Orazio Ricasoli Rucellai, letterato, filosofo e scienziato italiano (Firenze, n. 1604 - Firenze, † 1674)

## Linguisti(1)
- Orazio Gnerre, linguista e traduttore italiano (Benevento, n. 1925 - Benevento, † 2022)

## Mafiosi(1)
- Orazio De Stefano, mafioso italiano (Reggio Calabria, n. 1959)

## Magistrati(1)
- Orazio Botturini, magistrato e politico italiano (Rovato, n. 1870 - Prevalle, † 1947)

## Matematici(1)
- Orazio Grassi, matematico e architetto italiano (Savona, n. 1583 - Roma, † 1654)

## Medici(2)
- Orazio Augenio, medico italiano (Montesanto, n. 1527 - Padova, † 1603)
- Orazio Guarguanti, medico e letterato italiano (Soncino, n. 1554 - Venezia, † 1611)

## Militari(4)
- Orazio Costantino, militare italiano (Castroreale Terme, n. 1931 - Contrada Fiorilli, † 1969)
- Orazio Petruccelli, militare italiano (Potenza, n. 1914 - Argostoli, † 1943)
- Orazio Pierozzi, ufficiale e aviatore italiano (San Casciano in Val di Pesa, n. 1884 - Trieste, † 1919)
- Orazio Toraldo di Francia, ufficiale e geografo italiano (Tropea, n. 1884 - Roma, † 1958)

## Museologi(1)
- Orazio Curti, museologo e ingegnere italiano (Milano, n. 1926 - Milano, † 1999)

## Musicisti(1)
- Orazio Tigrini, musicista e teorico musicale italiano (Arezzo, n. 1541 - Arezzo, † 1591)

## Naturalisti(1)
- Orazio Delfico, naturalista, botanico e chimico italiano (Giulianova, n. 1769 - Castagneto, † 1842)

## Nobili(14)
- Orazio Albani, II principe di Soriano nel Cimino, nobile italiano (Roma, n. 1717 - Roma, † 1792)
- Orazio Archinto, nobile italiano (n. 1611 - † 1683)
- Orazio Baglioni, nobile e condottiero italiano (Perugia, n. 1493 - Napoli, † 1528)
- Orazio Falconieri, nobile italiano (Firenze, n. 1579 - Roma, † 1664)
- Orazio Farnese, nobile italiano (Valentano, n. 1532 - Hesdin, † 1553)
- Orazio Gonzaga, nobile italiano (Castel Goffredo, n. 1545 - Mantova, † 1587)
- Orazio Ludovisi, I duca di Fiano, nobile, militare e diplomatico italiano (Bologna, n. 1561 - Roma, † 1624)
- Orazio Marescotti, I principe di Parrano, nobile italiano (Roma, † 1772)
- Orazio Roberto Pucci, nobile italiano (Firenze, n. 1625 - † 1698)
- Emilio Pucci, nobile e politico italiano (Firenze, n. 1774 - † 1824)
- Orazio Giovan Battista Ravaschieri, nobile italiano († 1645)
- Orazio III Sessi, nobile italiano (n. 1647 - Rolo, † 1695)
- Orazio Simonetta, nobile italiano (Torricella di Sissa - Parma, † 1612)
- Orazio I di Lannoy, nobile e militare italiano († 1597)

## Partigiani(2)
- Orazio Barbero, partigiano italiano (Torino, n. 1925 - Torino, † 1945)
- Orazio Costorella, partigiano italiano (Misterbianco, n. 1924 - Poggio di Otricoli, † 1944)

## Pesisti(1)
- Orazio Cremona, pesista sudafricano (Johannesburg, n. 1989)

## Pianisti(2)
- Orazio Frugoni, pianista italiano (Davos, n. 1921 - † 1997)
- Orazio Maione, pianista italiano (Napoli, n. 1962)

## Pittori(21)
- Orazio Alfani, pittore e architetto italiano (Perugia, n. 1510 - Roma, † 1583)
- Orazio Amato, pittore e politico italiano (Anticoli Corrado, n. 1884 - Roma, † 1952)
- Orazio Borgianni, pittore italiano (Roma, n. 1574 - Roma, † 1616)
- Orazio Cambiaso, pittore italiano (Genova)
- Orazio De Ferrari, pittore italiano (Voltri, n. 1606 - Genova, † 1657)
- Orazio De Rossi, pittore italiano (Diano Castello, n. 1561 - Genova, † 1626)
- Orazio Farinati, pittore e incisore italiano (Verona, n. 1559 - † 1616)
- Orazio Ferraro, pittore italiano (Giuliana, n. 1561 - Palermo, † 1643)
- Orazio Fidani, pittore italiano (Firenze, n. 1606 - Firenze, † 1656)
- Orazio Giovanelli, pittore italiano (Cavalese - Cavalese)
- Orazio Grevenbroeck, pittore italiano (Milano, n. 1676 - Napoli, † 1739)
- Orazio Imberciadori, pittore e architetto italiano (Castel del Piano, n. 1788 - Castel del Piano, † 1861)
- Orazio Lamberti, pittore italiano (Cento, n. 1552 - † 1612)
- Orazio Gentileschi, pittore italiano (Pisa, n. 1563 - Londra, † 1639)
- Orazio Orazi, pittore e presbitero italiano (Camerino, n. 1848 - Camerino, † 1912)
- Orazio Riminaldi, pittore italiano (Pisa, n. 1593 - Pisa, † 1630)
- Orazio Samacchini, pittore italiano (Bologna, n. 1532 - Bologna, † 1577)
- Orazio Solimena, pittore italiano (Nocera dei Pagani, n. 1690 - Aiello Calabro, † 1792)
- Orazio Talami, pittore italiano (n. 1624 - † 1708)
- Orazio Toschi, pittore italiano (Lugo, n. 1887 - Firenze, † 1972)
- Orazio Vecellio, pittore italiano (Venezia - Venezia, † 1576)

## Poeti(3)
- Orazio Antonio Cappelli, poeta, politico e diplomatico italiano (San Demetrio ne' Vestini, n. 1742 - Napoli, † 1826)
- Orazio Capuana Yaluna, poeta italiano (Mineo, n. 1612 - Mineo, † 1691)
- Orazio Napoli, poeta e romanziere italiano (Mazara del Vallo, n. 1901 - Milano, † 1970)

## Politici(10)
- Orazio Barbieri, politico e partigiano italiano (Firenze, n. 1909 - Settignano, † 2006)
- Orazio Ciliberti, politico e magistrato italiano (Foggia, n. 1959)
- Orazio Della Rena, politico italiano (Colle di Val d'Elsa, n. 1564 - † 1630)
- Orazio Di Negro, politico e ammiraglio italiano (Genova, n. 1809 - Genova, † 1872)
- Orazio Antonio Licandro, politico, giurista e epigrafista italiano (Catania, n. 1962)
- Orazio Montinaro, politico italiano (Calimera, n. 1945)
- Orazio Santagati, politico e avvocato italiano (Catania, n. 1923 - † 1983)
- Orazio Scanzio, politico italiano (Biella, n. 1947 - Candelo, † 2020)
- Orazio Schillaci, politico e medico italiano (Roma, n. 1966)
- Orazio II Sessi, politico italiano († 1627)

## Politologi(1)
- Orazio Maria Petracca, politologo italiano (Duronia, n. 1937 - Roma, † 2008)

## Presbiteri(2)
- Orazio Maria Bonfioli, presbitero e giurista italiano (Bologna - † 1702)
- Orazio Lupis, presbitero, storico e poeta italiano (Martone, n. 1736 - Catanzaro, † 1816)

## Registi teatrali(1)
- Orazio Costa, regista teatrale, direttore artistico e insegnante italiano (Roma, n. 1911 - Firenze, † 1999)

## Rivoluzionari(1)
- Orazio de Attellis, rivoluzionario, patriota e giornalista italiano (Sant'Angelo Limosano, n. 1774 - Civitavecchia, † 1850)

## Rugbisti a 15(1)
- Orazio Arancio, ex rugbista a 15, allenatore di rugby a 15 e dirigente sportivo italiano (Catania, n. 1967)

## Scacchisti(1)
- Orazio Gianuzio della Mantia, scacchista italiano (Amantea - Amantea, † 1610)

## Schermidori(1)
- Orazio Santelli, schermidore italiano

## Scrittori(1)
- Orazio Toscanella, scrittore italiano (Toscanella, n. 1510 - Venezia, † 1580)

## Scultori(5)
- Orazio Andreoni, scultore e mercante d'arte italiano (Pisa, n. 1840 - Roma, † 1895)
- Orazio Bobbi, scultore italiano (Milano, n. 1922 - Milano, † 2018)
- Orazio Costante Grossoni, scultore italiano (Milano, n. 1867 - Milano, † 1952)
- Orazio Marinali, scultore italiano (Angarano, n. 1643 - Vicenza, † 1720)
- Orazio Mochi, scultore italiano (Firenze, n. 1571 - Firenze, † 1625)

## Sindacalisti(1)
- Orazio Sapienza, sindacalista e politico italiano (Catania, n. 1935 - Catania, † 2006)

## Storici(2)
- Orazio Cancila, storico italiano (Castelbuono, n. 1937)
- Orazio Torsellino, storico e letterato italiano (n. 1545 - † 1599)

## Velocisti(1)
- Orazio Mariani, velocista italiano (Milano, n. 1915 - † 1981)

## Vescovi cattolici(5)
- Orazio Acquaviva d'Aragona, vescovo cattolico italiano (Conversano - Formirola, † 1617)
- Orazio Della Torre, vescovo cattolico italiano (Palermo, n. 1742 - † 1811)
- Orazio Fortunato, vescovo cattolico italiano (Sant'Arcangelo, n. 1634 - Nardò, † 1707)
- Orazio Mattei, vescovo cattolico, diplomatico e nobile italiano (Roma, n. 1574 - Napoli, † 1622)
- Orazio Francesco Piazza, vescovo cattolico italiano (Solopaca, n. 1953)

## Senza attività specificata(1)
- Orazio Bacci, italianista e politico italiano (Castelfiorentino, n. 1864 - Roma, † 1917)